# Parmigianino

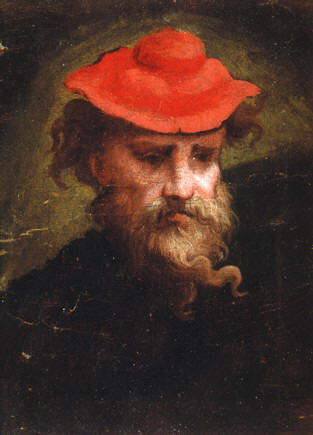
Önarckép, 1540

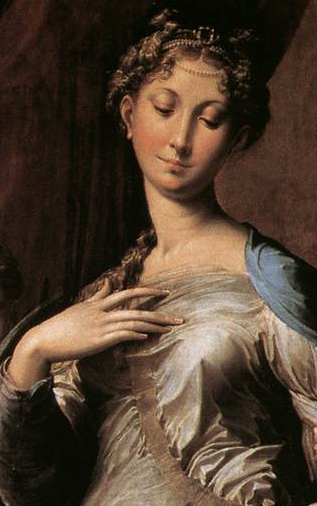
Hosszú nyakú Madonna (részlet)

Parmigianino, tulajdonképpen Girolamo Francesco Maria Mazzola (Parma (Olaszország), 1504. január 11. – Casalmaggiore, 1540. augusztus 24.) olasz festő, Filippo Mazzola fia. A manierizmus korszakának jellegzetes mestere. A maga idejében a legünnepeltebb művészek közé tartozott.

## Élete
Filippo Mazzola festő fia. Művészete Antonio da Correggio hatása alatt állt. 1523-ban Rómába ment. Raffaello és Michelangelo művei is hatottak rá.  VII. Kelemen pápánál nagy kegyben állott. 1527-ben, Róma kifosztásakor menekülni kényszerült: előbb Bolognába ment, majd 1530-ban visszatért szülővárosába, Parmába. Élete utolsó 10 évében szülővárosában és a közeli Casalmaggioréban dolgozott. 1531-ben megbízást kapott Parmában a Santa Maria della Steccata templom apszisában freskó elkészítésére, azonban ezt nem teljesítette, a szenvedélyévé vált az alkímiának is köszönhetően – ezért 1539-ben bebörtönözték. Rézkarcai a műfaj legkorábbi mesterművei közé tartoznak.

## Stílusa
Stílusa a korai manierizmushoz sorolható.

André Chastel írja róla:

„… ő, Correggio tanítványa azt tűzte ki célul, hogy eljusson a kellem és a báj teljéhez, kiküszöbölve minden realista elemet a kompozíció alakjaiból; stílusát (maniera) egész sereg festő utánozta.  ... Parmigianinóval a festészet azt tűzte ki célul..., hogy tárgya az a "nem is tudom mi" legyen, ami a belső, azaz képzeletünkben kivirágzott képből ered... ügyesen összeolvasztva azt a természet formáival. Ez a "manierista" magatartás irányítja aztán a festő egész idegen, állhatatlan, könnyed személyiségét.”

## Főbb művei
- Hosszú nyakú Madonna (1535 körül, Pitti)
- Szent György (freskó, a parmai S. Giovanni Evangelista-templomban)
- Szent Katalin
- Madonna szentek között
- A szent család
- Szent Jeromos látomása
- Íjat faragó Ámor.

## Képgaléria

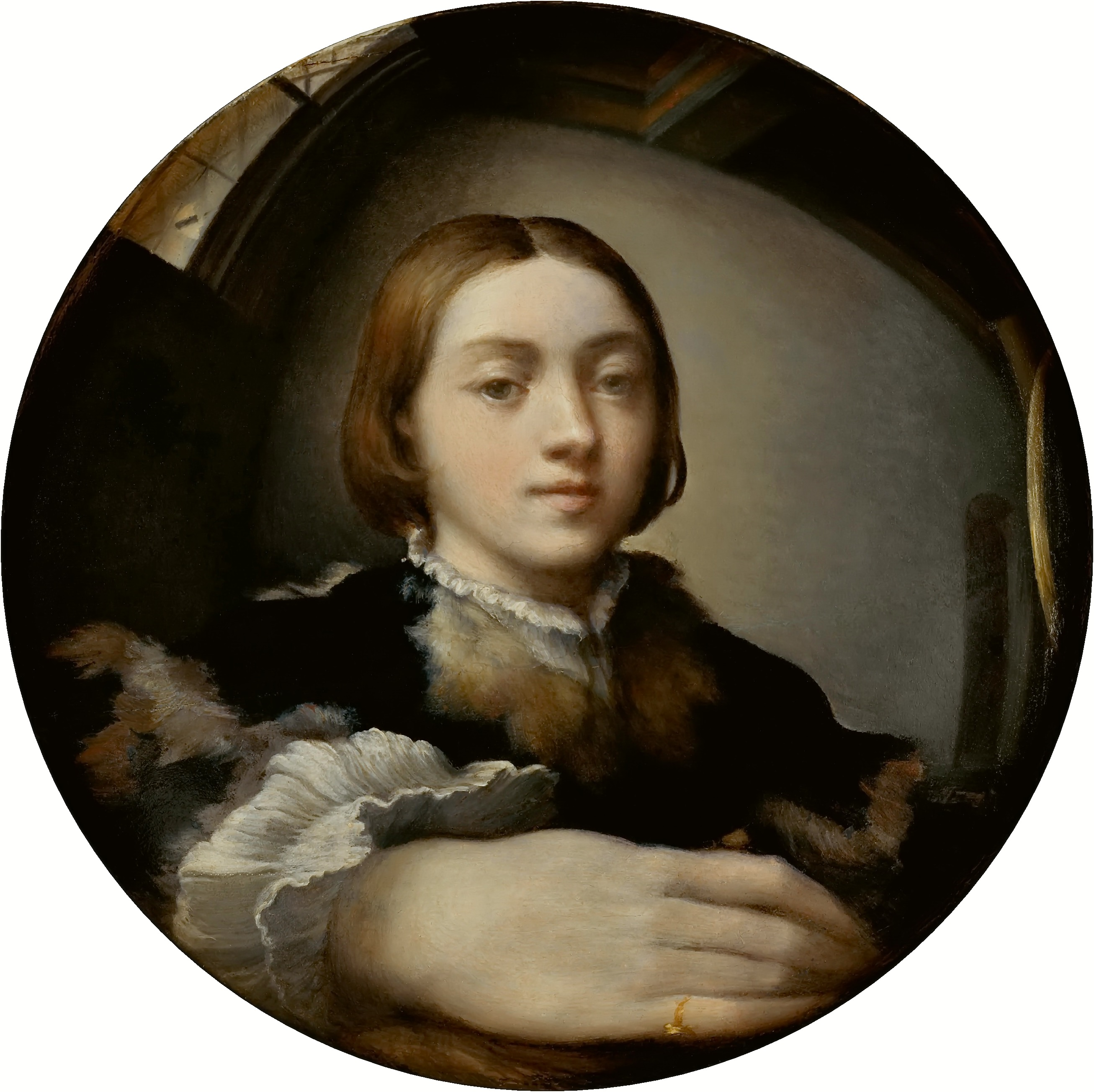
Önarckép homorú tükörben, 1524
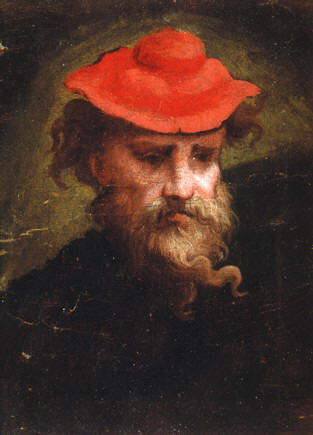
Önarckép, 1540
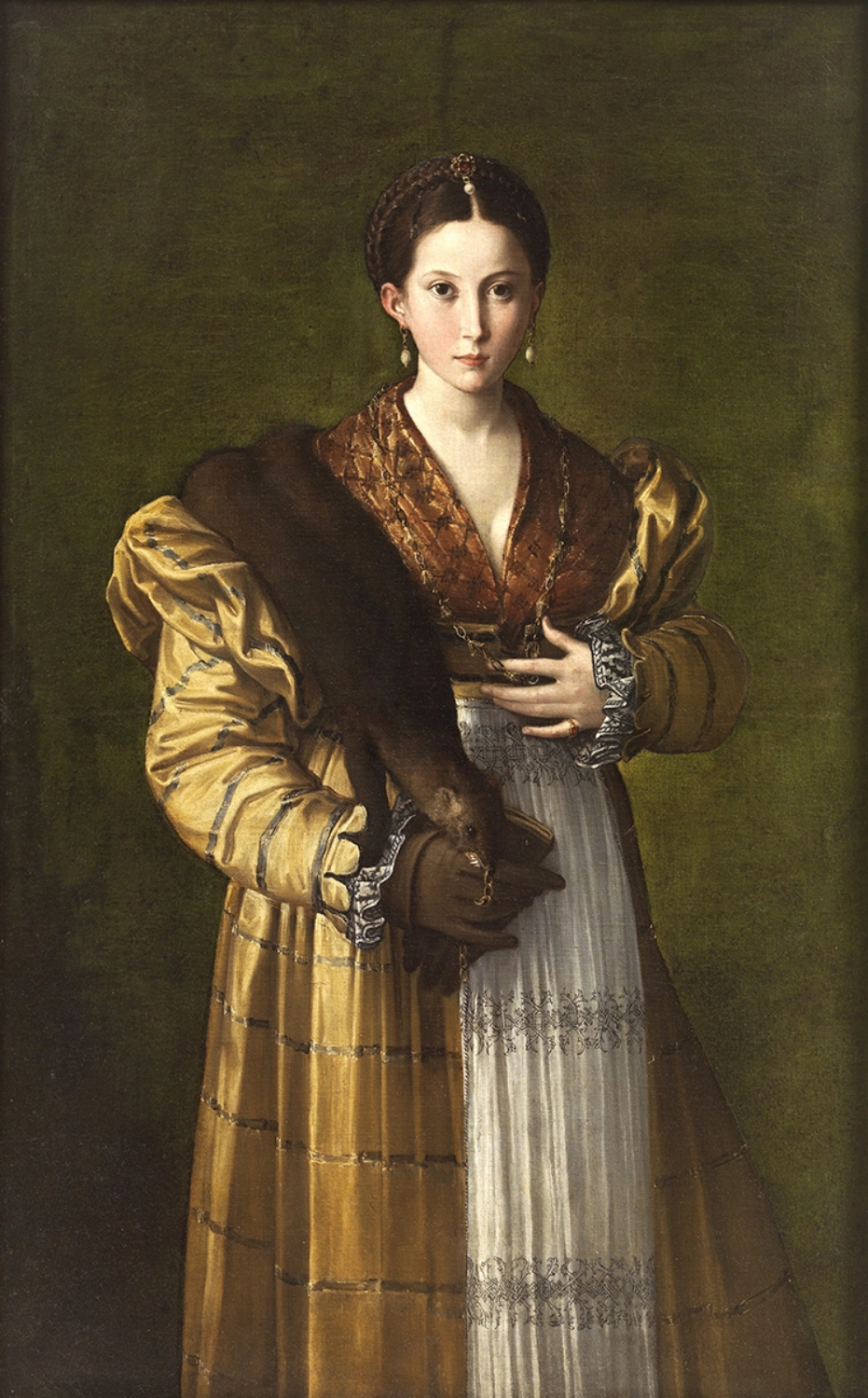
Antea
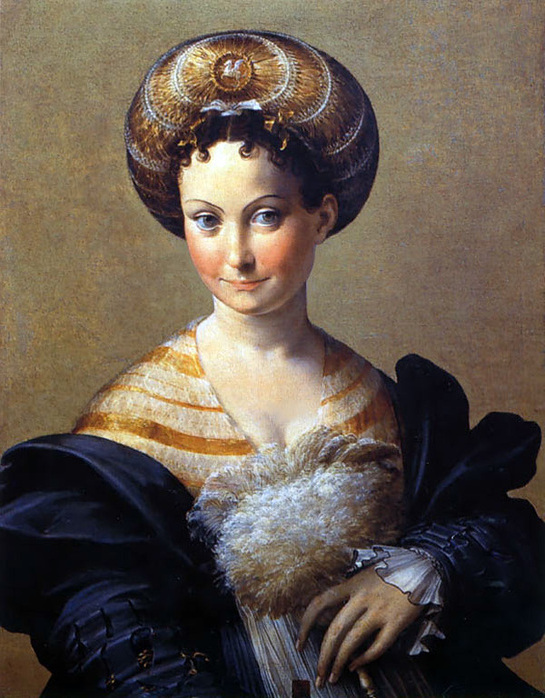
La schiava turca
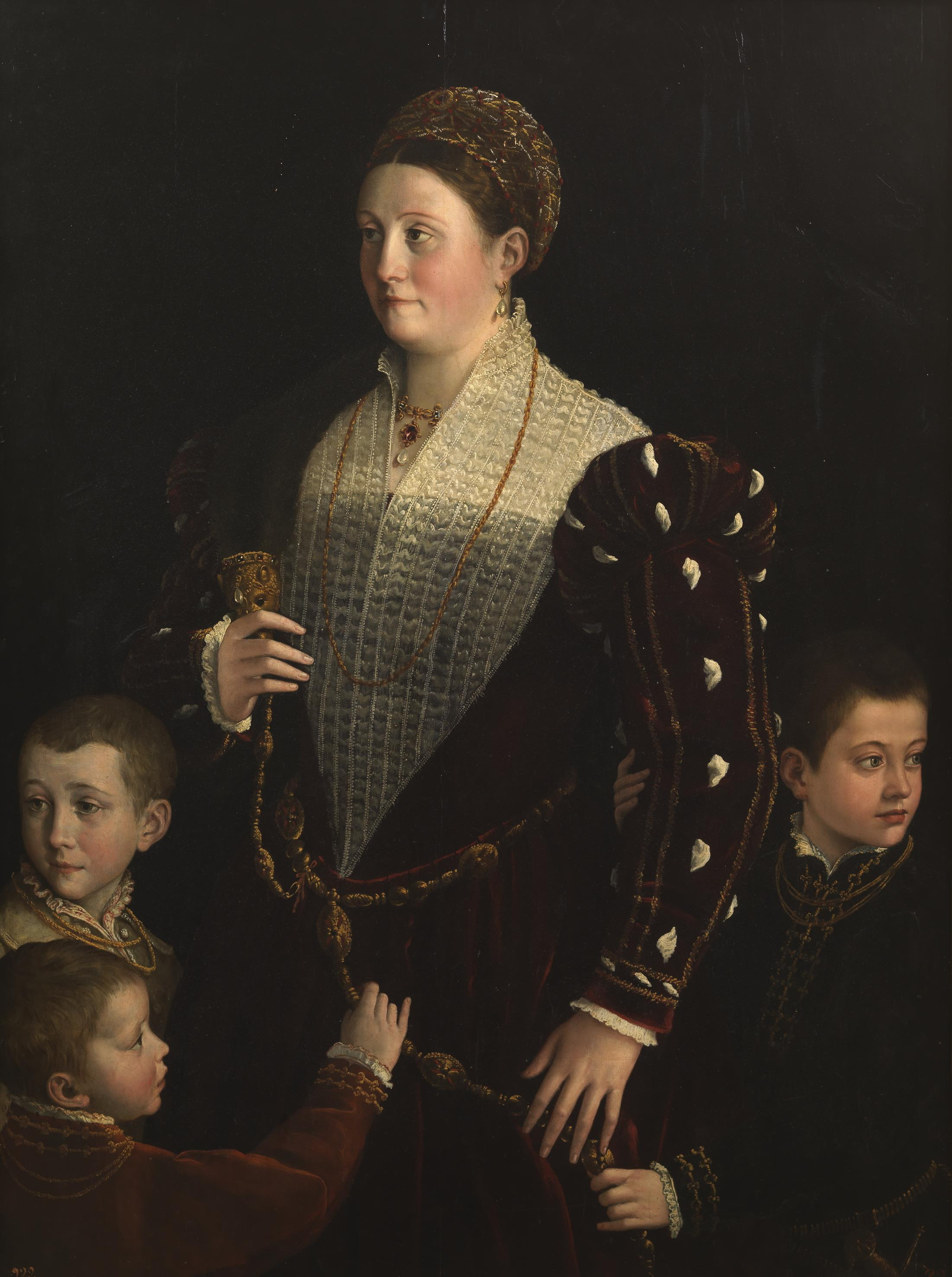
Camilla Gonzaga három fiával
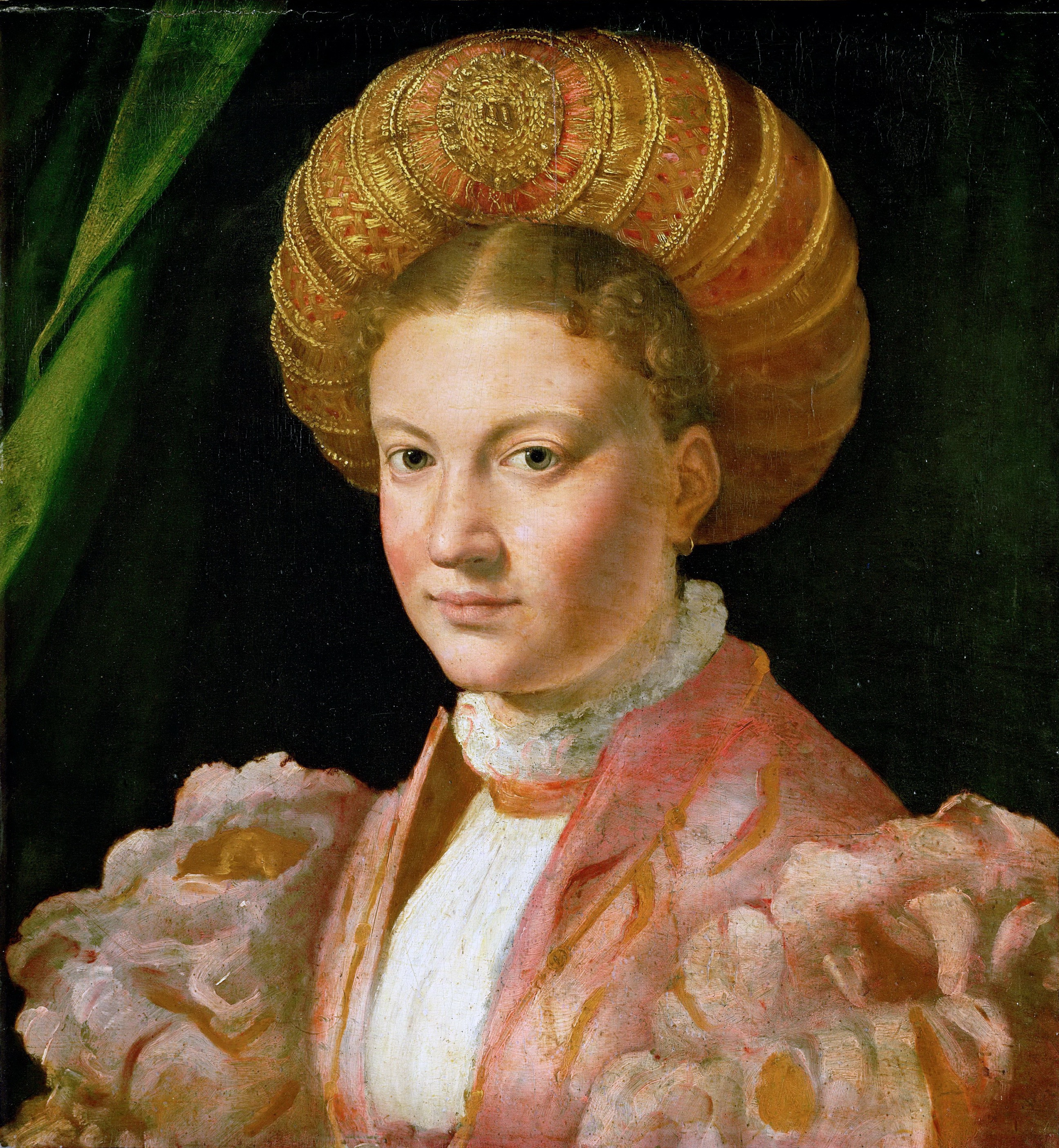
Fiatalember
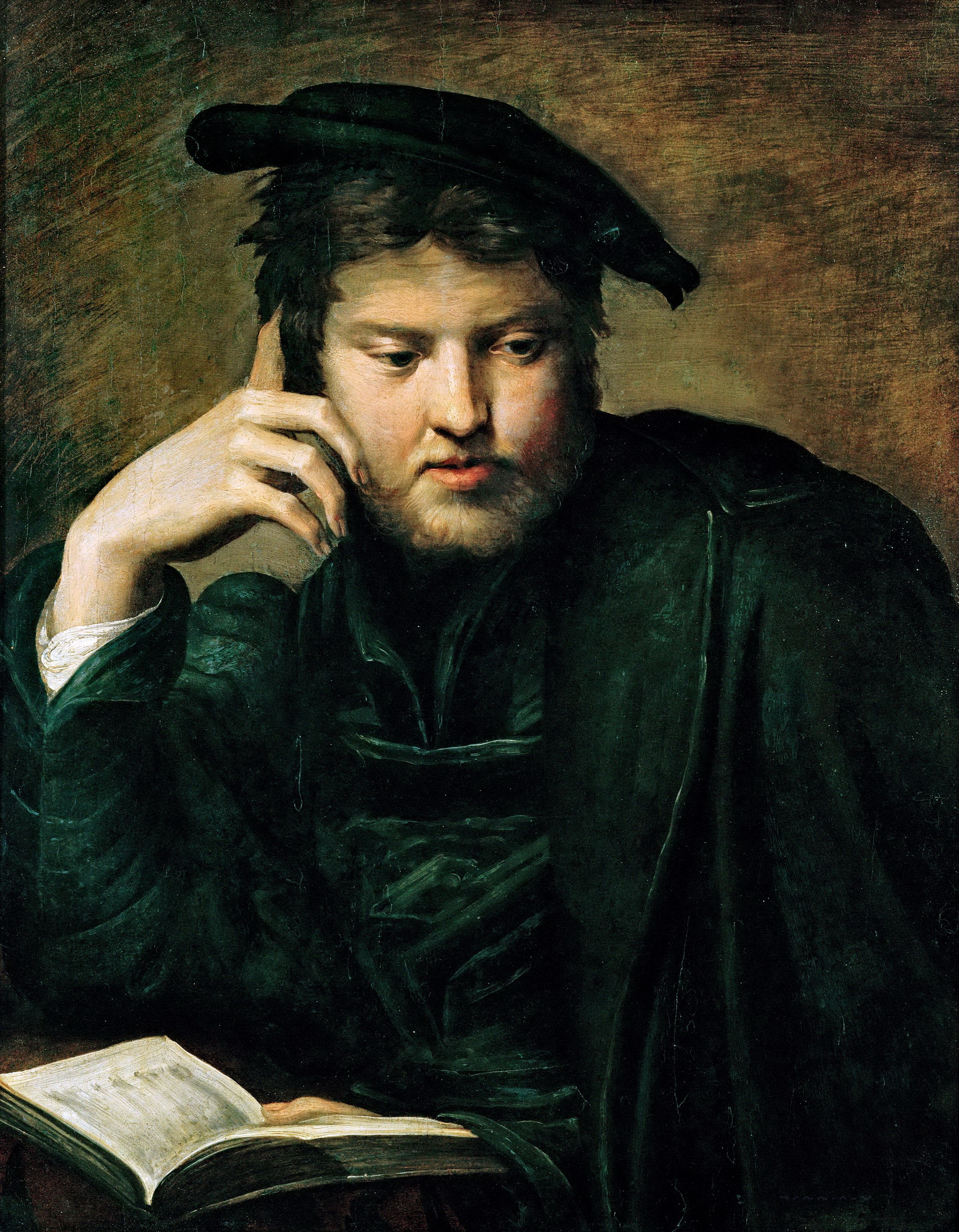
Férfi könyvvel
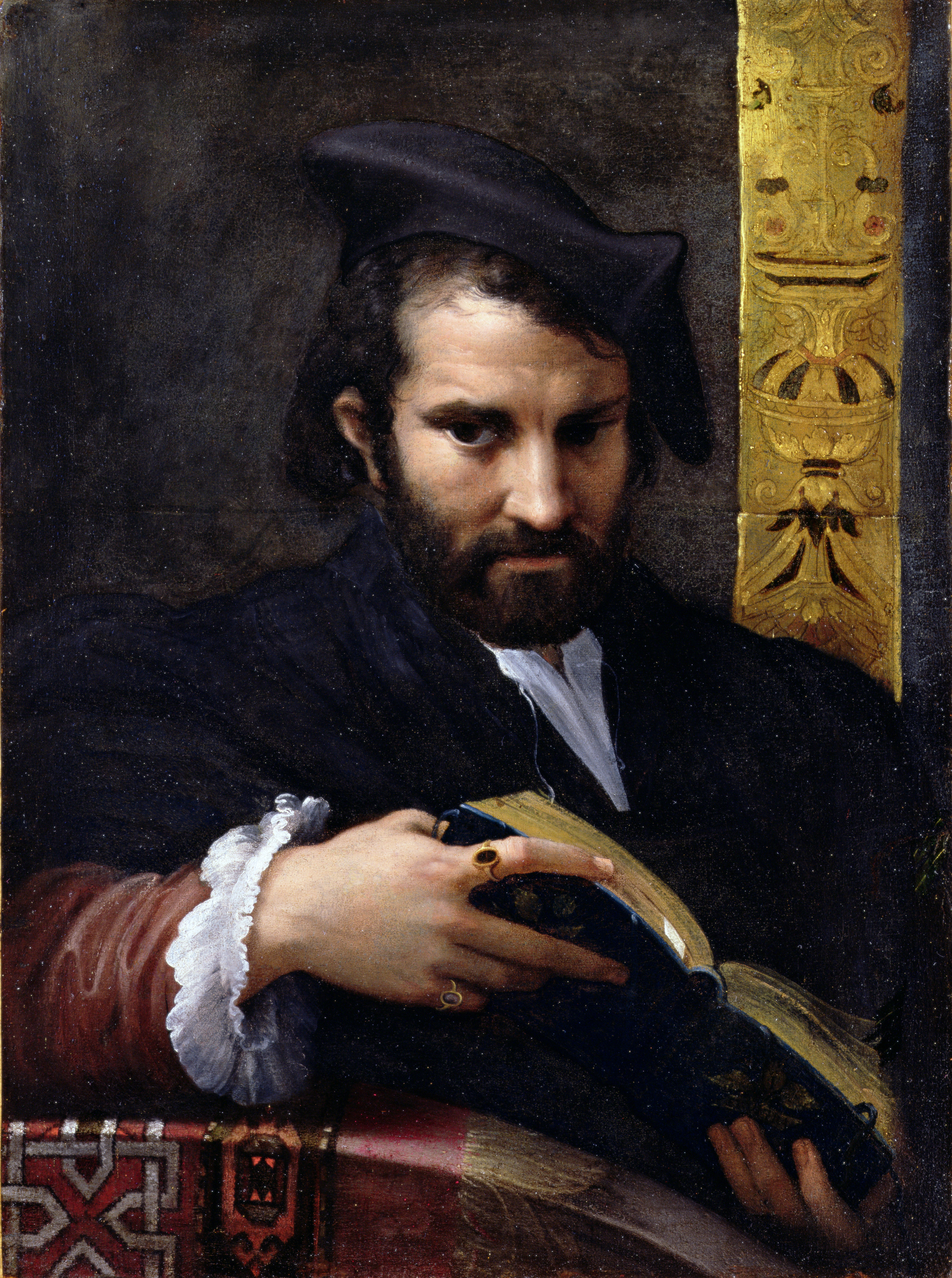
Férfi könyvvel
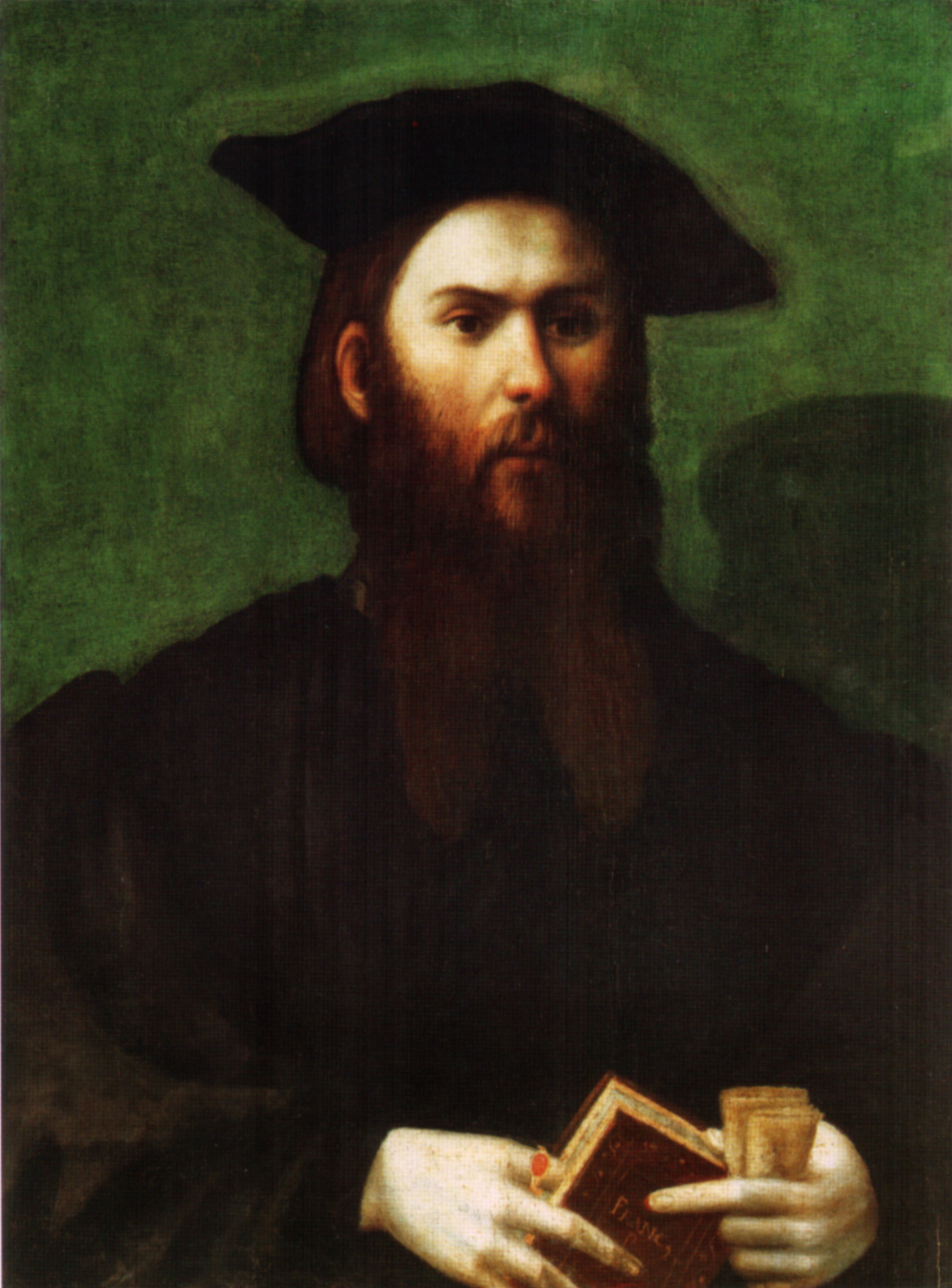
Egy egyházfi portréja
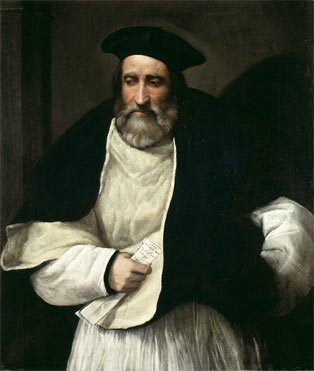
Lorenzo Pucci kardinális
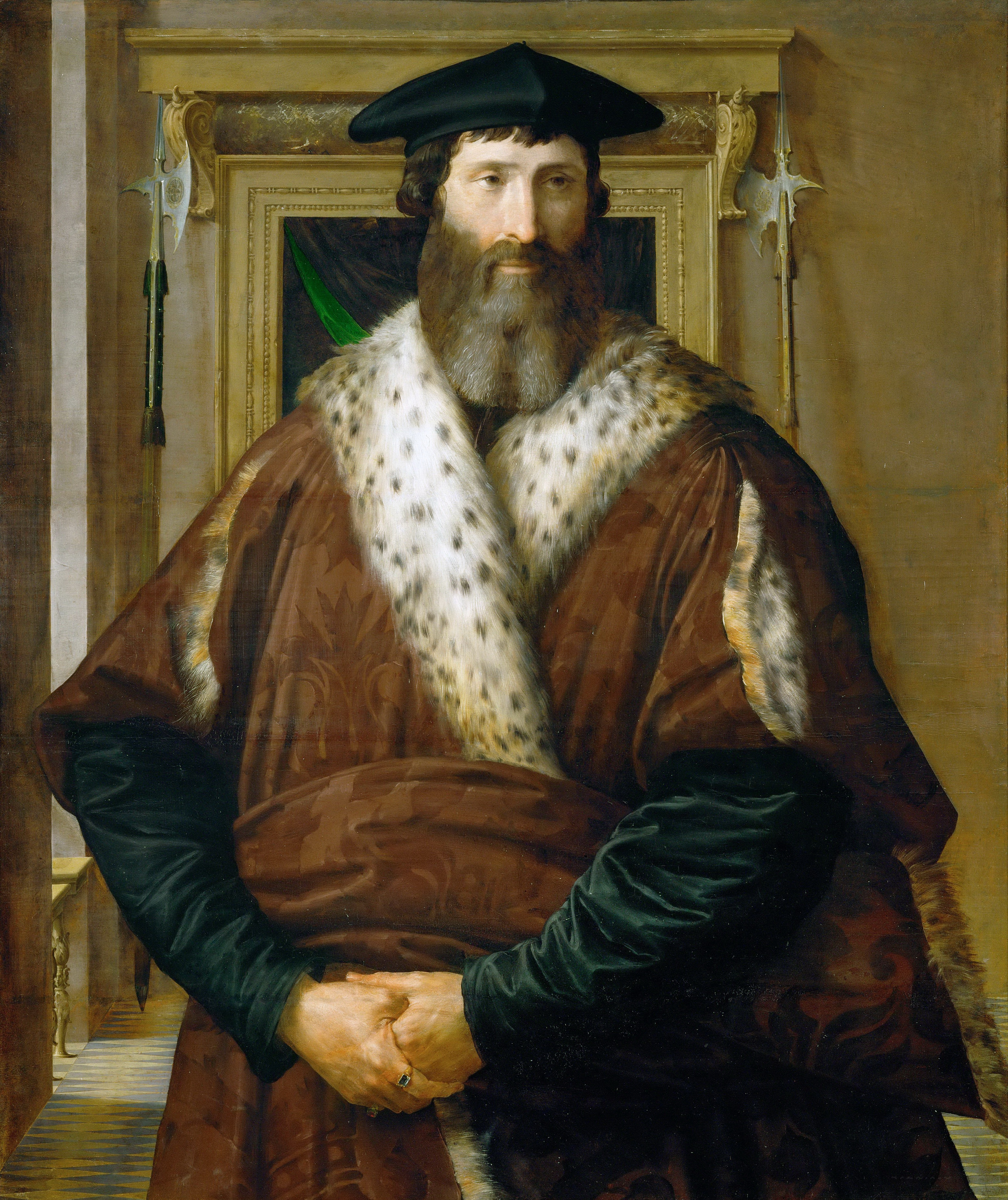
Férfiképmás (Condottiere Malatesta Baglioni?)
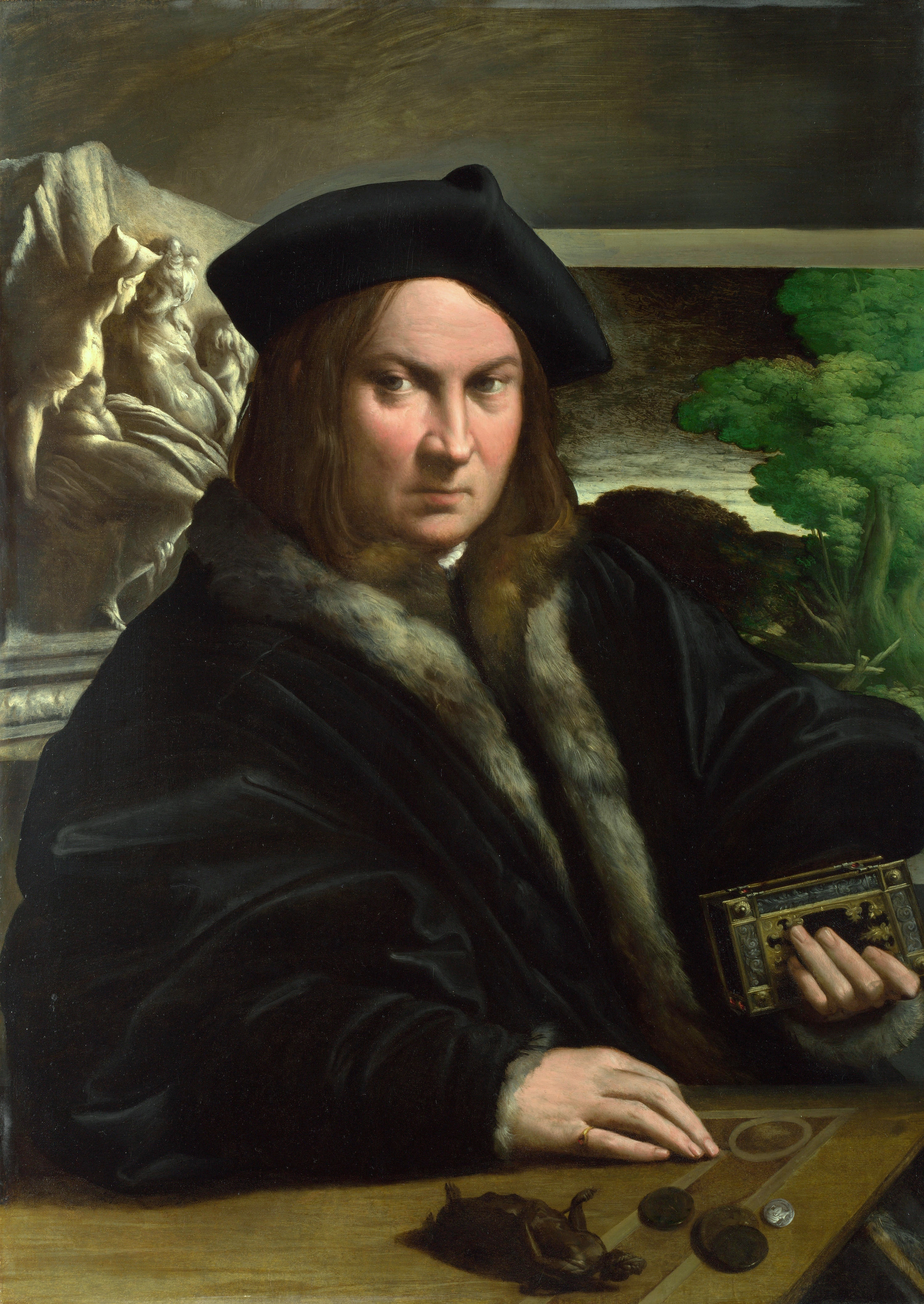
Francesco Mazzola
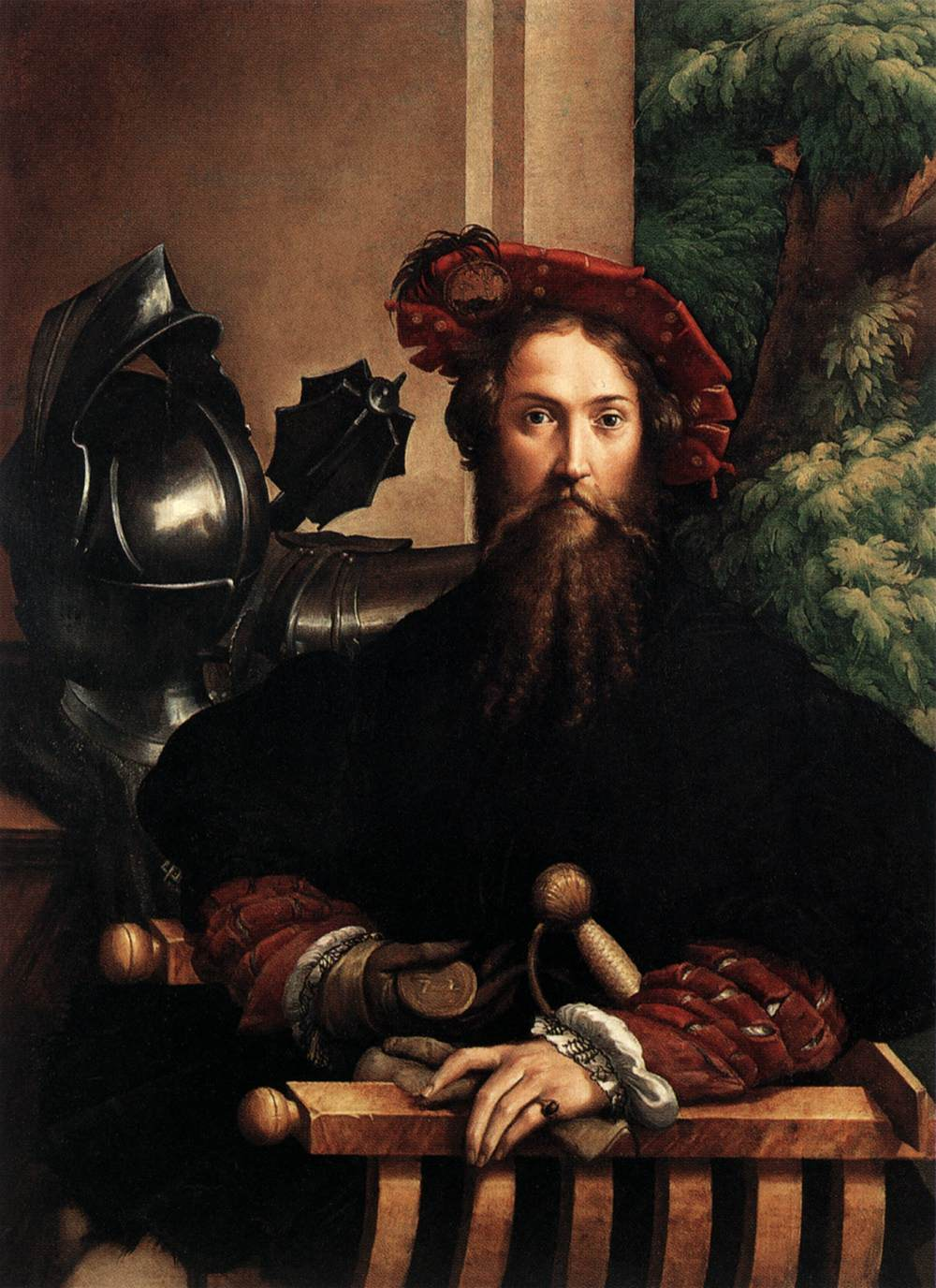
Gian Galeazzo Sanvitale, Fontanellato grófja
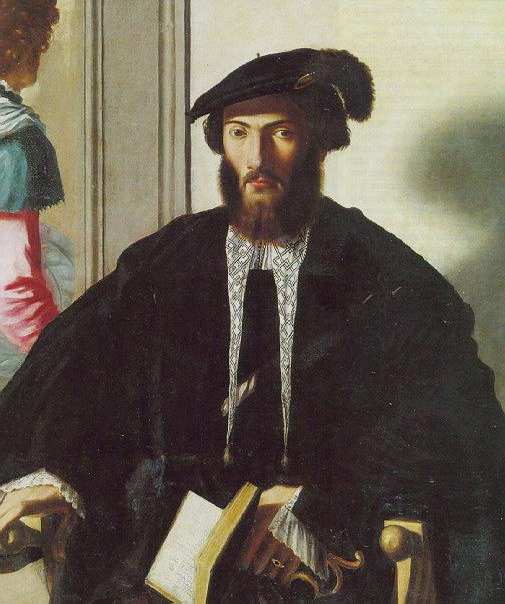
Nemesember portréja (G.B. Castaldi)
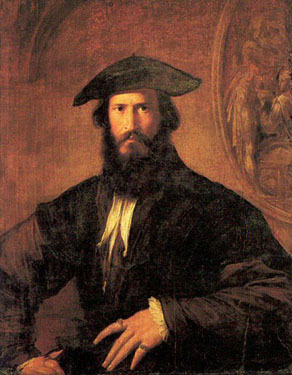
Egy férfi
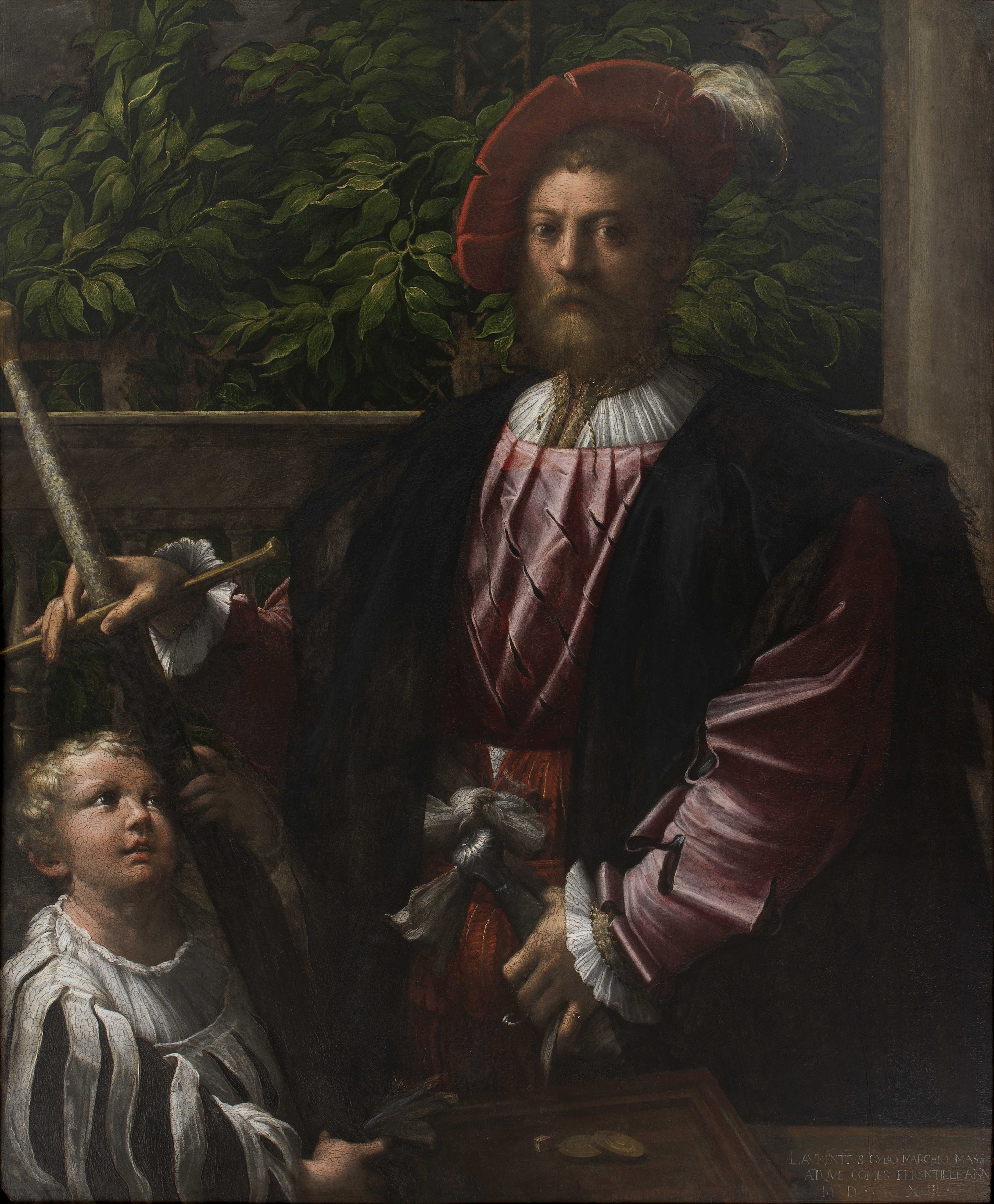
Lorenza Cybo, a pápai gárdisták kapitánya